# Digraalda (ås)
Digraalda är en ås i republiken Island. Den ligger i regionen Suðurland, 110 km öster om huvudstaden Reykjavík.